# Jennifer Pan
Jennifer Pan (nacida el 17 de junio de 1986) es una mujer canadiense de origen china que fue condenada por un ataque a sueldo en 2010 contra sus padres, en que su madre fue muerta y su padre gravemente herido. El crimen tuvo lugar en la residencia de los Pan en Unionville, Markham, Ontario, en el área metropolitana de Toronto. Pan fue declarada culpable de varios cargos y sentenciada a cadena perpetua con posibilidad de libertad condicional después de 25 años, la misma pena que sus cómplices. En mayo de 2023, el Tribunal de Apelaciones de Ontario ordenó un nuevo juicio para Pan y sus conspiradores por el cargo de asesinato en primer grado, pero confirmó la condena por intento de asesinato.

## Primeros años y educación
La madre de Jennifer Pan, Bich Ha Pan y su padre, Huei Hann Pan eran inmigrantes de la comunidad china en Vietnam (Viet Hoa) a Canadá.  Hann nació y se educó en Vietnam y se mudó a Canadá en 1979 como refugiado político. Bich también emigró como refugiada. La pareja se casó en Toronto y vivió en Scarborough. Tuvieron dos hijos, Jennifer, nacida en 1986, y Felix, nacido en 1989. Los Pan encontraron trabajo en Magna International, un fabricante de componentes para automóviles en Aurora, Ontario.  Hann trabajaba como fabricante de herramientas y troqueles, mientras que Bich fabricaba piezas de automóviles. El matrimonio era ahorrador y en 2004 tenían la suficiente estabilidad financiera como para comprar una casa con garaje para dos coches en una calle residencial de Markham, una ciudad del área metropolitana de Toronto con una gran población de origen del sudeste asiático. 
Los padres de Jennifer fijaron muchas metas para sus hijos y tenían expectativas extremadamente altas para ellos. A Jennifer la obligaron a tomar lecciones de piano desde los cuatro años, así como clases de patinaje artístico donde entrenaba la mayoría de los días de la semana. Tenía esperanzas de convertirse en campeona olímpica de patinaje artístico hasta que se rompió un ligamento de la rodilla. Jennifer asistió a la escuela secundaria católica Mary Ward, donde tocaba la flauta en la banda de la escuela.  Según su amiga de la escuela secundaria Karen K. Ho, Hann era visto como "el clásico padre tigre" y Bich era "su cómplice reacia". Los Pan recogían a Jennifer cada día cuando terminaban las clases y supervisaban muy de cerca sus actividades extracurriculares. Nunca le permitieron tener citas mientras asistía a la escuela secundaria, ni asistir a bailes del instituto por temor a que estas actividades la distrajeran de sus compromisos académicos. A Jennifer no se le permitió asistir a ninguna fiesta durante el tiempo que sus padres creían que ella estaba asistiendo a la universidad. A la edad de 22 años, "nunca había ido a una discoteca, ni se había emborrachado, ni visitado la casa de una amiga ni se había ido de vacaciones sin su familia".  Jennifer y sus amigos supuestamente consideraron esta educación como restrictiva y muy opresiva. 
A pesar de las altas expectativas de sus padres viendo que Jennifer recibió buenas calificaciones en la escuela primaria, sus calificaciones durante toda la escuela secundaria fueron promedio, excepto en música. Falsificó cartillas de calificaciones varias veces usando plantillas falsas, engañando a sus padres haciéndoles creer que obtenía excelentes calificaciones. Cuando Jennifer suspendió la clase de cálculo en el grado 12, la Universidad Ryerson rescindió su admisión anticipada. Como no podía soportar que la percibieran como un fracaso, comenzó a mentir a sus conocidos, incluidos sus padres, y fingió que estaba asistiendo a la universidad. En cambio, se sentó en cafés mientras se suponía que estaba en clase, enseñó como profesora de piano y trabajó en un restaurante para ganar dinero. Para mantener la farsa, Jennifer les dijo a sus padres que había ganado becas y luego afirmó falsamente que había aceptado una oferta para ingresar al programa de farmacología de la Universidad de Toronto. Llegó al extremo de comprar libros de texto de segunda mano y mirar videos relacionados con la farmacología para crear cuadernos llenos de supuestos apuntes de clase que podría mostrar a sus padres. 
Jennifer también pidió permiso a sus padres para quedarse cerca del campus con una amiga durante toda la semana.  En realidad, estaba quedando con su novio,  Daniel Chi-Kwong Wong,  a quien había conocido en la escuela secundaria.   Era de ascendencia mixta, de padre chino y madre filipina,  residía en Ajax,  y trabajaba en un restaurante Boston Pizza.  Wong, que empezó como estudiante en el Mary Ward, se transfirió a la Academia Cardinal Carter en North York, Toronto, debido a sus bajas calificaciones, y luego estudió en la Universidad de York.  Era un activo camello de marihuana y regentaba un Boston Pizza.  

## Vida adulta
Mientras pretendía completar su carrera en la Universidad de Toronto, Pan les dijo a sus padres que había comenzado a trabajar como voluntaria en el Hospital for Sick Children. Hann y Bich pronto empezaron a sospechar cuando se dieron cuenta de que ella no tenía placa de identificación del hospital ni uniforme. En una ocasión, Bich siguió a su hija al "trabajo" y rápidamente descubrió su engaño. Muy enojado, Hann quiso echar a Jennifer de casa, pero su madre lo convenció para que le permitiera quedarse. Como no había completado la escuela secundaria debido a que suspendió cálculo, finalmente comenzó a trabajar para terminar la escuela secundaria por completo y luego sus padres la alentaron a postularse para la universidad. Sin embargo, se le prohibió contactar a Wong debido a que era mestizo y no chino puro (según Pan) o ir a cualquier lugar excepto a su trabajo de profesora de piano. Sin embargo, ella y Wong hablaron en secreto durante este período. 
Cuando Jennifer tenía 24 años, Wong se había cansado de intentar entablar una relación íntima con ella, ya que Jennifer estaba tan intimidada y restringida por sus padres que vivía en la casa familiar y solo lo contactaba en secreto. Wong rompió su relación con Jennifer y comenzó a salir con otra joven.  Después de enterarse de la nueva relación, Pan le afirmó ficticiamente a Wong que un hombre había entrado en su casa, mostrando lo que parecía ser una placa de policía, después de lo cual varios hombres entraron corriendo y la violaron en grupo. Ella afirmó que después de esto, le enviaron una bala por correo y que ambos eventos fueron orquestados por la nueva novia de Wong. 

## Ataque a los padres de Pan
En la primavera de 2010, Pan se reunió con Andrew Montemayor, un amigo de la escuela secundaria que, según ella, se había jactado en sus años en el instituto de robar a personas a punta de cuchillo, una afirmación negada por Montemayor. Montemayor le presentó a Ricardo Duncan, un "chico gótico" a quien Pan afirma que le dio 1.500 dólares para matar a su padre en el estacionamiento de su lugar de trabajo. Duncan alegó que una vez ella le dio 200 dólares para una salida nocturna, pero que él se los devolvió y que la rechazó cuando ella le pidió que matara a sus padres. 
Pan y Wong volvieron a estar en contacto en ese momento y, según la policía, idearon un plan para contratar a un sicario profesional por 10.000 dólares para matar a sus padres, calculando que luego ella heredaría 500.000 dólares. Planeaban mudarse juntos luego. Wong puso a Pan en contacto con un hombre de los bajos fondos,  Lenford Roy Crawford,  nacido en Jamaica,  a quien llamaba Homeboy, y le dio una tarjeta SIM y un iPhone para que pudiera contactar a Crawford sin usar su teléfono móvil habitual.  Crawford se puso en contacto con otro hombre afroamericano,  llamado Eric Shawn "Sniper" Carty,  quien a su vez se puso en contacto con David Mylvaganam, de origen tamil pero nacido en Montreal.   Crawford vivía en Brampton y Mylvaganam vivía en Toronto, mientras que Carty,  que anteriormente vivía en Rexdale, Toronto,  en ese momento no tenía una residencia fija.  La Fiscalía declaró que Mylvaganam era uno de los sicarios.  Carty fue posteriormente condenado por un asesinato no relacionado en 2009. 
El asesinato tuvo lugar en la casa de los Pan en el barrio de Unionville en Markham, Ontario.  El 8 de noviembre de 2010, Pan dejó abierta la puerta principal de la casa familiar cuando se fue a la cama y luego habló por teléfono con Mylvaganam. Poco después, Mylvaganam y otras dos personas entraron en la casa por la puerta principal sin cerrar, todos portando armas.  En el testimonio judicial, la Corona no estableció la identidad de los otros dos sicarios; Wong y Crawford estaban trabajando en ese momento.  Carty afirmó que él era el conductor de quienes irrumpieron en la casa, que él los seleccionó y participó en la planificación del ataque. No afirmó que fuera uno de los tres ni que atacara directamente a otros.  Se desconoce la identidad del autor del disparo.
Después de exigir todo el dinero de la casa y saquear el dormitorio principal, los tres hombres llevaron a Bich y Hann al sótano donde les taparon la cabeza con mantas y les dispararon varias veces. Bich murió pero Hann sobrevivió a sus heridas. Luego, los tres hombres tomaron todo el dinero en efectivo que había en la casa, incluidos 2.000 dólares de Pan, y se marcharon. Pan afirmó que la ataron, pero logró marcar el 9-1-1. Hann Pan fue tratado en el Hospital Markham Stouffville,  antes de ser trasladado a una unidad de traumatología  en el Hospital Sunnybrook en Toronto, en avión. 

## Investigación y arrestos
Inicialmente, la policía creyó que la riqueza de la familia había atraído a los perpetradores a la casa, pero comenzó a mostrarse escéptica ya que numerosos objetos de valor no fueron robados y el hecho de que Pan salió ilesa y marcó el 911 con las manos atadas. La noche después del asesinato, Pan tuvo su primera entrevista con la policía. Más tarde, Hann Pan despertó del coma y le dijo a la policía que recordaba haber visto a Pan susurrando a uno de los sicarios de una manera amable y suave. Pan fue arrestada el 22 de noviembre de 2010,  durante su tercera entrevista en la comisaría de policía de Markham de la Policía Regional de York. Durante esa entrevista, Pan admitió que había contratado a los asesinos, pero afirmó que los contrató para matarla a ella y no a sus padres.   El oficial de policía que la interrogaba, William "Bill" Goetz,   le dijo falsamente a Pan que tenía un software de ordenador que podía analizar las falsedades en las declaraciones y que había satélites que usaban tecnología infrarroja para analizar los movimientos en los edificios;  En Canadá, la policía está legalmente autorizada a mentir a quienes están interrogando con respecto a las pruebas en el juicio,  así como con respecto a las estrategias que están utilizando. Goetz había utilizado la técnica de Reid para obtener la confesión de Pan.
Mylvaganam fue arrestado en el centro comercial Jane Finch en North York, Toronto, el 14 de abril de 2011. Carty fue arrestado en la prisión en la que estaba encarcelado, el Complejo Correccional Maplehurst en Milton, Ontario, el 15 de abril de 2011.  Wong fue arrestado el 26 de abril de 2011 en su lugar de trabajo.  Crawford fue el último sospechoso arrestado y entró en custodia el 4 de mayo de 2011 en Brampton. Pan estuvo detenida en el Centro Correccional Central East en Lindsay, Ontario, como reclusa en espera de juicio. 

## Juicios
El juicio de Pan y sus cómplices comenzó el 19 de marzo de 2014 en Newmarket y continuó durante diez meses. Todos se declararon inocentes de los cargos de asesinato en primer grado, intento de asesinato y conspiración para cometer asesinato. En el juicio, las pruebas policiales incluyeron un seguimiento exhaustivo de los movimientos de los dispositivos móviles y el tráfico de mensajes de texto, incluidos más de 100 mensajes enviados entre Pan y Wong en las seis horas previas al asesinato.   Otras pruebas se centraron en la naturaleza atípica del "robo", los tiroteos y las irregularidades en el testimonio de Pan. También se detallaron la obsesión de Pan con Wong, su falta de verdadera emoción y una confesión sobre el ataque, y el reconocimiento del trauma que sufrió.  Una irregularidad importante fue que Pan no fue agredida, ni le vendaron los ojos, ni la llevaron al sótano, ni le dispararon, dejando atrás un testigo ocular del ataque. La evidencia de Hann, que difería mucho de la versión de Pan, también socavó su credibilidad. El juicio incluyó más de 200 pruebas; Más de 50 testigos declararon en el juicio. 
Pan, Wong, Mylvaganam y Crawford fueron condenados el 13 de diciembre de 2014 y cada uno recibió cadena perpetua sin posibilidad de libertad condicional durante 25 años.  
Inicialmente, Carty fue juzgado junto con los demás perpetradores. Edward Sapiano, el abogado de Carty, cayó enfermo,  por lo que alrededor del verano de 2014, su caso fue declarado juicio nulo. En diciembre de 2015, Carty recibió una sentencia de 18 años después de declararse culpable de conspirar para cometer asesinato, con derecho a libertad condicional después de nueve años. Según Carty, no quería someter a Hann Pan a otro proceso penal. Apareció muerto en su celda el 26 de abril de 2018.

### Penas y prisión
Jennifer Pan fue condenada a cadena perpetua sin posibilidad de libertad condicional durante 25 años por el asesinato de su madre y el intento de asesinato de su padre. El padre y el hermano de Pan solicitaron una orden de alejamiento para prohibirle volver a contactar a los miembros de su familia sobreviviente. Pese a las objeciones de los abogados defensores, el juez archivó el auto. A Pan también se le prohibió volver a contactar a Wong. 

### Apelación y nuevo juicio
En mayo de 2023, el Tribunal de Apelaciones de Ontario aceptó una apelación de Pan y sus tres cómplices por el cargo de asesinato en primer grado y ordenó un nuevo juicio. Fallo que el juez de primera instancia había ordenado incorrectamente al jurado que considerara solo dos escenarios que justificarían un cargo de asesinato en primer grado, en lugar de permitirles considerar escenarios que conducirían a cargos de asesinato en segundo grado y homicidio involuntario. El tribunal también confirmó las condenas por intento de asesinato contra el padre de Pan. 

## Reacción de los medios
Según el South China Morning Post, el caso "provocó ondas de choque en todo Canadá y la diáspora asiática".  Una editorial del Northwest Asian Weekly sugirió considerar la "idea de reconocer los síntomas mentales y psicológicos de que la crianza de los hijos puede haber ido demasiado lejos" en el hogar Pan.  Una historia de Karen K. Ho en la revista Toronto Life atrajo la atención generalizada al enmarcarla como un ejemplo de crianza tigre que salió trágicamente mal.    En 2016, el periodista Jeremy Grimaldi publicó un libro sobre el crimen titulado A Daughter's Deadly Deception: The Jennifer Pan Story.   Los podcasts Casefile, My Favourite Murder y Crimes of Passion y la serie Deadly Women también cubrieron el caso. 

## Posteriormente
El funeral de Bich Ha Pan se celebró el 15 de noviembre de 2010 en la Capilla Ogden en Scarborough. Según Pan, se celebró un funeral para el padre vivo de Bich Ha antes que el de ella para satisfacer una antigua costumbre vietnamita que exige que los miembros mayores de la familia celebren sus funerales primero. Jennifer Pan había organizado ambos funerales y se le había pedido que lo hiciera. Bich Ha fue enterrada el 19 de noviembre. Hann Pan no pudo asistir debido a encontrarse todavía convaleciente de sus heridas. 